# Bernadette Rostenkowski
Bernadette Rostenkowski (celým jménem Bernadette Maryann Rostenkowski Wolowitzová) je fiktivní postava v televizním seriálu Teorie velkého třesku, hraje ji herečka Melissa Rauch.
Bernadette je součástí seriálu od 3. série, kde se stane přítelkyní Howarda Wolowitze. Narodila se 25. března 1980. Nebydlí společně, ačkoli plánují svatbu. Howard se domnívá, že Bernadette bude žít společně s ním a jeho matkou. Bernadette skutečně chvíli (jeden víkend) bydlela u Wolowitzů. 
Bernadette navštěvovala církevní školu a byla vychovávána jako slušná holka, díky čemuž neumí příliš lhát. Nejen vypadá, ale také hovoří jako submisivní dívka, dokáže ale i zakřičet a dát rázně najevo rozčilení.
Pracuje v laboratoři jako mikrobioložka (v tomto oboru složí doktorát), určitou dobu je zaměstnána společně s Penny v restauraci The Cheesecake Factory. Společně se svými kamarádkami Penny a Amy Farrah Fowler tvoří ženský protějšek skupinky Leonard, Sheldon, Howard a Rajesh.

## Rodina
V seriálu se o její rodině moc nemluví. Z rozhovorů ze seriálu vyplývá, že má matku s podobnými výchovnými metodami jako paní Wolowitzová a otce, který pracoval jako policista.  Její otec se představí v závěrečné epizodě 5. série "The Countdown Reflection", kde s ním Howard Wolowitz konzultuje svou plánovanou misi na Mezinárodní vesmírnou stanici (ISS). 